# Église Saint-Antoine abbé (Udine)
L'église Sain-Antoine abbé est un édifice religieux d'Udine, capitale de la région historique et géographique du Frioul en Italie, située dans la région autonome du Frioul-Vénétie Julienne. Aujourd'hui désaffectée, elle est située à l'angle nord-est de la Piazza del Patriarcato, à côté de l'actuel Musée diocésain.

## Histoire
À l'origine, le bâtiment de style gothique, datant du XIVe siècle, est érigé par fra 'Ciotto Ciotto degli Abbati, prieur à Venise de l'ordre des hospitaliers de Vienne, et consacré par le patriarche Nicolas de Luxembourg en 1354. Après le transfert du patriarcat d'Aquilée du château d'Udine au nouveau palazzo patriarcal, elle devient une chapelle patriarcale. La façade, restée nue jusqu'alors, est achevée entre 1731 et 1734 par Giorgio Massari, commandé par le patriarche Dionisio Dolfin.
Le bâtiment, aujourd'hui désaffecté, sert d'auditorium et accueille également des expositions et des présentations.

## Description
A l'extérieur, seuls quelques arcs suspendus ogivaux aux marges supérieures de l'abside témoignent de l'ancienne construction gothique.
La façade, au goût palladien abouti, dessinée par Massari, avec son parvis surélevé et ornée des statues des quatre évangélistes est plus significative.
Les deux statues des allégories de la Charité et de la Justice, œuvres d'Antonio Gai nichées sur les côtés, ornent la façade tripartite à demi-colonnes corinthiennes. A l'intérieur d'un ovale au-dessus du portail, le buste osseux de Dionisio Dolfin lui est dédié par son neveu et successeur Daniele Delfino, sculpté par Giovanni Maria Morlaiter.
Au centre du tympan se trouve le blason commun des patriarches Dolfin qui couronne les statues de Saint Antoine abbé, au centre, et sur les côtés, celles de deux saints proto-martyrs Hermagore et Fortunat d'Aquilée en habit d'évêque, une précision faite pour rappeler les origines du patriarcat d'Aquilée, également sculptées par Antonio Gai.
A l'intérieur se trouvent les tombes de quatre des derniers patriarches d'Aquilée : sur le mur droit le monument funéraire de Francesco Barbaro et Ermolao II Barbaro, et sur le sol les pierres tombales plus simples de Dionisio Dolfin et Daniele Delfino.
Sur le maître-autel, la statue de Saint Antoine abbé est une œuvre de Giovanni Maria Morlaiter de 1737. Sur les murs, de grands fragments de peintures du XIVe siècle sont réapparus, fortement influencés par Vitale da Bologna et proches des post giottesques de Padoue, parmi lesquels La Vierge intronisée avec l'Enfant et les saints. La Flagellation de Christ de Francesco Lugaro (1560-1620) et un autre retable de Secante Secanti (1603) sont aussi exposés dans l'église,.